# Leichtathletik-Weltmeisterschaften 2023/Teilnehmer (Nordmazedonien)
| Goldmedaillen | Silbermedaillen | Bronzemedaillen |
| ------------- | --------------- | --------------- |
| —             | —               | —               |

Nordmazedonien nahm an den Leichtathletik-Weltmeisterschaften 2023 in Budapest mit einer Athletin teil.

## Ergebnisse

### Frauen

#### Laufdisziplinen
| Athletin            | Disziplin | Finale | Finale |
| Athletin            | Disziplin | Zeit   | Platz  |
| ------------------- | --------- | ------ | ------ |
| Adrijana Pop Arsova | Marathon  | DNF    | DNF    |